# Torvisensaari (ö i Norra Österbotten)
Torvisensaari är en halvö i Finland. Den ligger i sjön Keltinki och i kommunen Kuusamo i den ekonomiska regionen  Koillismaa ekonomiska region  och landskapet Norra Österbotten, i den nordöstra delen av landet, 700 km norr om huvudstaden Helsingfors.